# Anaconda (película de 2025)
Anaconda es una próxima película de comedia de acción y terror estadounidense dirigida por Tom Gormican, escrita por Gormican y Kevin Etten, y protagonizada por Jack Black, Paul Rudd, Selton Mello, Daniela Melchior, Thandie Newton y Steve Zahn. Es la sexta entrega de la serie de películas Anaconda, y una reinvención de la película original dirigida por Luis Llosa y escrita por Hans Bauer, Jim Cash y Jack Epps Jr.. Fue producida por Columbia Pictures y Fully Formed Entertainment y está previsto que se estrene en Estados Unidos el 25 de diciembre de 2025.

## Reparto
- Jack Black como Doug McCallister, un videógrafo de bodas
- Paul Rudd como Ronald Griffen "Griff" Jr, un actor secundario
- Selton Mello como Santiago Braga
- Daniela Melchior como Ana Almeida
- Thandie Newton como Claire Simons, amiga de Doug y Griff.
- Steve Zahn como Kenny Trent, amigo de Doug y Griff.
- Ione Skye como Malie McCallister, la esposa de Doug
- Ben Lawson

## Producción
El 24 de enero de 2020, se anunció que Columbia Pictures estaba desarrollando un reinicio de la película de culto de 1997 Anaconda, con Evan Daugherty adjunto para escribir el guion.  En marzo de 2023, Tom Gormican fue anunciado como director de la película.  En agosto de 2024, Jack Black y Paul Rudd fueron elegidos para los papeles principales, y se confirmó que Tom Gormican dirigiría a partir de un guion escrito por Gormican y Kevin Etten.  En septiembre se unió al elenco Daniela Melchior.  En enero de 2025, Thandie Newton, Steve Zahn, Selton Mello e Ione Skye se unieron al elenco, y la fotografía principal comenzó ese mes en Australia.  El rodaje concluyó a finales de febrero de 2025. 

## Estreno
Está previsto que Anaconda se estrene en Estados Unidos el 25 de diciembre de 2025. 